# Kategoria homotopijna
Kategoria homotopijna – kategoria, w której obiektami są przestrzenie topologiczne, a morfizmami klasy homotopii odwzorowań między nimi. Kategoria ta często jest oznaczana HTop.
W HTop złożeniem dwóch morfizmów {\displaystyle [f]} i {\displaystyle [g]} (gdzie {\displaystyle [\;]} oznaczają wzięcie klasy homotopii) jest:
{\displaystyle [f]\circ [g]=[f\circ g].}
Definicja ta jest poprawna, gdyż jeśli odwzorowania {\displaystyle f_{1}\sim f_{2}} i {\displaystyle g_{1}\sim g_{2}} (są homotopijne), to odwzorowania {\displaystyle f_{1}\circ g_{1}\sim f_{2}\circ g_{2}.}
Zbiór wszystkich morfizmów z przestrzeni X do Y oznaczamy [X,Y], w odróżnieniu od ogólnego oznaczenia Hom(X,Y).
Głównym zadaniem teorii homotopii jest badanie zbioru [X,Y].

## Kategoria homotopijna z wyróżnionym punktem
W topologii algebraicznej często zachodzi konieczność istnienia wyróżnionych punktów, które należy kontrolować. Wtedy mamy do czynienia z kategorią {\displaystyle HTop_{*},} w której obiektami są pary {\displaystyle (X,x_{0}),} gdzie X jest przestrzenią topologiczną i {\displaystyle x_{0}\in X.} Morfizmami między {\displaystyle (X,x_{0})} a {\displaystyle (y,y_{0})} są klasy homotopii (relatywnie {\displaystyle x_{0}}) odwzorowań {\displaystyle f\colon (X,x_{0})\to (Y,y_{0}),} tzn. {\displaystyle f\colon X\to Y} oraz {\displaystyle f(x_{0})=y_{0}.}
Tak zdefiniowana kategoria {\displaystyle HTop_{*}} pozwala na dobrze odkreślić funktor homotopii, który parze {\displaystyle (X,x_{0})} przypisuje {\displaystyle \pi (X,x_{0})} – grupy homotopii względem {\displaystyle x_{0}.}